# Dân ca
Dân ca, Dân nhạc hoặc Âm nhạc dân gian bao gồm cả âm nhạc truyền thống cũng như thể loại âm nhạc phát triển từ đó trong quá trình phục hồi văn hóa dân gian thế kỷ 20. Thuật ngữ này lần đầu xuất hiện vào thế kỷ 19 nhưng ban đầu được sử dụng để chỉ loại hình âm nhạc có từ trước đó.
Một số loại âm nhạc dân gian có thể được gọi là nhạc thế giới.

## Định nghĩa
Dân ca truyền thống được định nghĩa theo nhiều cách khác nhau: âm nhạc truyền khẩu; âm nhạc của người bình dân; âm nhạc mà người sáng tác vô danh, hoặc âm nhạc được biểu diễn theo phong tục trong một thời gian dài.  Những điều này tương phản với các thể loại âm nhạc thương mại và cổ điển. Có người định nghĩa dân ca là những bài hát cổ không rõ người sáng tác; người khác cho rằng đó là loại hình âm nhạc được lưu truyền và phát triển bằng cách truyền khẩu hoặc được biểu diễn theo phong tục trong một thời gian dài.

## Đặc điểm
Từ góc độ lịch sử, âm nhạc dân gian truyền thống có những đặc điểm sau:
- Truyền khẩu
- Không rõ tác giả
- Thành quả của tập thể
- Mang nét văn hóa dân tộc
- Sử dụng trong những thời gian đặc biệt

## Chủ đề
Các bản nhạc dân gian có được phân loại theo các chủ đề như
- Bài ca chiến tranh
- Bài ca uống rượu
- Bài ca lao động
- Bài ca tình yêu
- Bài ca trẻ con

### Nhạc dân gian truyền thống
- Bayard, Samuel P. (1950). "Prolegomena to a Study of the Principal Melodic Families of British-American Folk Song". The Journal of American Folklore. Quyển 63 số 247. tr. 1–44. JSTOR 537347. Reprinted in McAllester, David Park (ed.) (1971) Readings in ethnomusicology New York: Johnson Reprint. OCLC 2780256
- Bearman, C. J. (2000). "Who Were the Folk? The Demography of Cecil Sharp's Somerset Folk Singers". The Historical Journal. Quyển 43 số 3. tr. 751–75. doi:10.1017/s0018246x99001338. JSTOR 3020977.
- Bevil, Jack Marshall (1984). Centonization and Concordance in the American Southern Uplands Folksong Melody: A Study of the Musical Generative and Transmittive Processes of an Oral Tradition. PhD Thesis, North Texas University, Ann Arbor: University Microfilms International. OCLC 12903203
- Bevil, J. Marshall (1986). "Scale in Southern Appalachian Folksong: A Reexamination". College Music Symposium. Quyển 26. College Music Society. tr. 77–91. JSTOR 40373824.
- Bevil, Jack Marshall (1987). "A Paradigm of Folktune Preservation and Change Within the Oral Tradition of a Southern Appalachian Community, 1916–1986." Unpublished. Read at the 1987 National Convention of the American Musicological Society, New Orleans.
- Bronson, Bertrand Harris. The Ballad As Song (Berkeley: University of California Press, 1969).
- Bronson, Bertrand Harris. The Singing Tradition of Child's Popular Ballads (Princeton: Princeton University Press, 1976).
- Bronson, Bertrand Harris. The Traditional Tunes of the Child Ballads, with Their Texts, According to the Extant Records of Great Britain and North America, 4 volumes (Princeton and Berkeley: Princeton University and University of California Presses, 1959, ff.).
- Cartwright, Garth (2005). Princes Amongst Men: Journeys with Gypsy Musicians. London: Serpent's Tail. ISBN 1-85242-877-5
- Carson, Ciaran (1997). Last Night's Fun: In and Out of Time with Irish Music. North Point Press. ISBN 978-0-86547-515-1
- Cowdery, James R. (1990). The Melodic Tradition of Ireland. Kent, OH: Kent State University Press. ISBN 978-0-87338-407-0
- Farsani, Mohsen (2003) Lamentations chez les nomades bakhtiari d'Iran. Paris: Université Sorbonne Nouvelle.
- Harker, David (1985). Fakesong: The Manufacture of British 'Folksong', 1700 to the Present Day. Milton Keynes [Buckinghamshire]; Philadelphia: Open University Press. ISBN 0-335-15066-7
- Jackson, George Pullen (1933). White Spirituals in the Southern Uplands: The Story of the Fasola Folk, Their Songs, Singings, and "Buckwheat Notes". Chapel Hill: University of North Carolina Press. LCCN 33-3792 OCLC 885331 Reprinted by Kessinger Publishing (2008) ISBN 978-1-4366-9044-7
- Matthews, Scott (2008). "John Cohen in Eastern Kentucky: Documentary Expression and the Image of Roscoe Halcomb During the Folk Revival". Southern Spaces. (August 6)[cần số trang]
- Karpeles, Maud. An Introduction to English Folk Song. 1973. Oxford. Oxford University Press.
- Keller, Marcello Sorce (1984). "The Problem of Classification in Folksong Research: A Short History". Folklore. Quyển 95 số 1. tr. 100–4. doi:10.1080/0015587x.1984.9716300. JSTOR 1259763.
- Nelson, David Taylor (2012) "Béla Bartók: The Father of Ethnomusicology," Musical Offerings: Vol. 3: No. 2, Article 2. http://digitalcommons.cedarville.edu/musicalofferings/vol3/iss2/2
- Poladian, Sirvart (1951). "Melodic Contour in Traditional Music". Journal of the International Folk Music Council. Quyển 3. tr. 30–5. JSTOR 835769.
- Poladian, Sirvart (1942). "The Problem of Melodic Variation in Folk Song". The Journal of American Folklore. Quyển 55 số 218. tr. 204–11. JSTOR 535862.
- Rooksby, Rikky, Dr Vic Gammon et al. The Folk Handbook. (2007). Backbeat
- Sharp, Cecil. Folk Song: Some Conclusions. 1907. Charles River Books
- Sharp, Cecil English Folk Songs from the Southern Appalachians. Collected by Cecil J. Sharp. Ed. Maud Karpeles. 1932. London. Oxford University Press.
- Warren-Findley, Jannelle (1980). "Journal of a Field Representative: Charles Seeger and Margaret Valiant". Ethnomusicology. Quyển 24 số 2. tr. 169–210. JSTOR 851111.

### Nhạc dân gian đương đại
- Cantwell, Robert. When We Were Good: The Folk Revival. Cambridge: Harvard University Press, 1996. ISBN 0-674-95132-8
- Cohen, Ronald D., Folk music: the basics, Routledge, 2006.
- Cohen, Ronald D., A history of folk music festivals in the United States, Scarecrow Press, 2008
- Cohen, Ronald D. Rainbow Quest: The Folk Music Revival & American Society, 1940–1970. Amherst: University of Massachusetts Press, 2002. ISBN 1-55849-348-4
- Cohen, Ronald D., ed. Wasn't That a Time? Firsthand Accounts of the Folk Music Revival. American Folk Music Series no. 4. Lanham, Maryland and Folkstone, UK: The Scarecrow Press, Inc. 1995.
- Cohen, Ronald D., and Dave Samuelson. Songs for Political Action. Booklet to Bear Family Records BCD 15720 JL, 1996.
- Cray, Ed, and Studs Terkel. Ramblin Man: The Life and Times of Woody Guthrie. W.W. Norton & Co., 2006.
- Cunningham, Agnes "Sis", and Gordon Friesen. Red Dust and Broadsides: A Joint Autobiography. Amherst: University of Massachusetts Press, 1999. ISBN 1-55849-210-0
- De Turk, David A.; Poulin, A., Jr., The American folk scene; dimensions of the folksong revival, New York: Dell Pub. Co., 1967
- Denisoff, R. Serge. Great Day Coming: Folk Music and the American Left. Urbana: University of Illinois Press, 1971.
- Denisoff, R. Serge. Sing Me a Song of Social Significance. Bowling Green University Popular Press, 1972. ISBN 0-87972-036-0
- Denning, Michael. The Cultural Front: The Laboring of American Culture in the Twentieth Century. London: Verso, 1996.
- Dunaway, David. How Can I Keep From Singing: The Ballad of Pete Seeger. [1981, 1990] Villard, 2008. ISBN 0-306-80399-2
- Eyerman, Ron, and Scott Barretta. "From the 30s to the 60s: The folk Music Revival in the United States". Theory and Society: 25 (1996): 501–43.
- Eyerman, Ron, and Andrew Jamison. Music and Social Movements. Mobilizing Traditions in the Twentieth Century. Cambridge University Press, 1998. ISBN 0-521-62966-7
- Filene, Benjamin. Romancing the Folk: Public Memory & American Roots Music. Chapel Hill: The University of North Carolina Press, 2000. ISBN 0-8078-4862-X
- Goldsmith, Peter D. Making People's Music: Moe Asch and Folkways Records. Washington, DC: Smithsonian Institution Press, 1998. ISBN 1-56098-812-6
- Hajdu, David. Positively 4th Street: The Lives and Times of Joan Baez, Bob Dylan, Mimi Baez Fariña and Richard Fariña. New York: North Point Press, 2001. ISBN 0-86547-642-X
- Hawes, Bess Lomax. Sing It Pretty. Urbana and Chicago: University of Illinois Press, 2008
- Jackson, Bruce, ed. Folklore and Society. Essay in Honor of Benjamin A. Botkin. Hatboro, Pa Folklore Associates, 1966
- Lieberman, Robbie. "My Song Is My Weapon:" People's Songs, American Communism, and the Politics of Culture, 1930–50. 1989; Urbana: University of Illinois Press, 1995. ISBN 0-252-06525-5
- Lomax, Alan, Woody Guthrie, and Pete Seeger, eds. Hard Hitting Songs for Hard Hit People. New York: Oak Publications, 1967. Reprint, Lincoln University of Nebraska Press, 1999.
- Lynch, Timothy. Strike Song of the Depression (American Made Music Series). Jackson: University Press of Mississippi, 2001.
- Middleton, Richard (1990). Studying Popular Music. Milton Keynes; Philadelphia: Open University Press. ISBN 0-335-15276-7 (cloth), ISBN 0-335-15275-9 (pbk).
- Reuss, Richard, with [finished posthumously by] Joanne C. Reuss. American Folk Music and Left Wing Politics. 1927–1957. American Folk Music Series no. 4. Lanham, Maryland and Folkstone, UK: The Scarecrow Press, Inc. 2000.
- Rubeck, Jack; Shaw, Allan; Blake, Ben et al. The Kingston Trio On Record. Naperville, IL: KK, Inc, 1986. ISBN 978-0-9614594-0-6
- Scully, Michael F. (2008). The Never-Ending Revival: Rounder Records and the Folk Alliance. Urbana: University of Illinois Press.
- Seeger, Pete. Where Have All the Flowers Gone: A Singer's Stories. Bethlehem, Pa.: Sing Out Publications, 1993.
- Sharp, Charles David. Waitin' On Wings, What Would Woody Guthrie Say. Riverside, Mo.: Wax Bold Records, 2012.
- Willens, Doris. Lonesome Traveler: The Life of Lee Hays. New York: Norton, 1988.
- Weissman, Dick. Which Side Are You On? An Inside History of the Folk Music Revival in America. New York: Continuum, 2005. ISBN 0-8264-1698-5
- Wolfe, Charles, and Kip Lornell. The Life and Legend of Leadbelly. New York: Da Capo [1992] 1999.

### Nhạc dân gian truyền thống đương đại
- Cooley, Timothy J. Making Music in the Polish Tatras: Tourists, Ethnographers, and Mountain Musicians. Indiana University Press, 2005 (Hardcover with CD). ISBN 0-253-34489-1
- Czekanowska, Anna. Polish Folk Music: Slavonic Heritage – Polish Tradition – Contemporary Trends. Cambridge Studies in Ethnomusicology, Reissue 2006 (Paperback). ISBN 0-521-02797-7
- Pegg, Carole (2001). "Folk Music". The New Grove Dictionary of Music and Musicians, edited by Stanley Sadie and John Tyrrell. London: Macmillan.
- van der Merwe, Peter (1989). Origins of the Popular Style: The Antecedents of Twentieth-Century Popular Music. Oxford: Clarendon Press. ISBN 0-19-316121-4.